# Gaetano Benedetti

1996 bei einem Vortrag an der Universität Münster

Gaetano Benedetti (* 7. Juli 1920 in Catania; † 2. Dezember 2013 in Basel) war ein italienischer Psychiater, Psychoanalytiker und Psychotherapeut. Er gilt als Pionier der psychoanalytischen Psychosentherapie.

## Leben
Benedetti wuchs behütet als ältester Sohn eines Chirurgen in einer aristokratischen Familie in Sizilien auf. Die Geborgenheit seiner Kindheit bezeichnete er selbst als eine wichtige, haltgebende Voraussetzung für die Arbeit mit den schwer gestörten Patienten. Er studierte Medizin an der Universität Catania und schloss mit dem Staatsexamen ab. Er bildete sich weiter in Psychiatrie, zunächst in Catania, wo das Fach eher neurologisch ausgerichtet war. Ab 1947 studierte er Psychopathologie an der Universität Zürich und arbeitete als Assistenzarzt im Klinik Burghölzli. Dort traf er auf eine Psychiatrie,  in der sich durch das Wirken von Carl Gustav Jung, Eugen Bleuler und dessen Sohn Manfred Bleuler erstmals eine psychoanalytische Tradition im Verständnis schwerer psychischer Erkrankungen herausgebildet hatte. 1953 wurde er habilitiert und Professor an der Universität Zürich. 1955 erhielt er einen Ruf nach Rom, dem er aber nicht folgte, um nicht in Konkurrenz zu einem befreundeten Kollegen zu treten. 1956 wurde er als außerordentlicher Professor für Psychohygiene und Psychotherapie an die Universität Basel berufen. Dort etablierte und lehrte er bis zu seiner Emeritierung 1985 eine psychoanalytisch fundierte Theorie und Therapie der Psychosen, insbesondere der schizophrenen Erkrankungen.
Dem 1960 erfolgenden Ruf an die Universität Frankfurt am Main konnte er aus gesundheitlichen Gründen nicht nachkommen. Als Folge eines Akustikusneurinoms hatte er die Sehkraft des rechten Auges und die Hörfähigkeit des rechten Ohres eingebüßt. Später konnte er die körperlichen Einschränkungen soweit überwinden, dass er seine Arbeitsfähigkeit wiederherstellen konnte.
Neben seiner Lehrtätigkeit war er zum einen immer auch klinisch tätig, zum anderen sorgte er international für die Etablierung und Verbreitung einer psychotherapeutischen Sicht auf die Psychosen. 1956 organisierte er zusammen mit Christian Müller das Erste Internationale Symposium für Psychotherapie der Schizophrenie in Lausanne, aus dem die International Society of Psychological and Social Approaches to Psychosis (ISPS) entstand. Ihm folgten Symposien in Zürich, Turku, Oslo, Heidelberg, Yale und Stockholm. Ein entscheidendes Symposium fand 1988 in Turin mit 1.300 Teilnehmern statt. Es führte ein Jahr später zur Gründung der Internationalen Federation of Psychoanalytic Society in Rio de Janeiro. 2013 setzte der britische Psychiater und Psychoanalytiker Brian Martindale mit einem Symposium in Warschau diese Arbeit fort. Ein weiteres Symposium fand nach dem Tod Benedettis 2015 in New York City statt.
1971 gründete Benedetti zusammen mit Johannes Cremerius in Mailand ein psychoanalytisches Ausbildungsinstitut für Psychosentherapie, an dem viele italienische Ärzte und Psychologen ausgebildet wurden. Daneben war er als Lehranalytiker der Deutschen Psychoanalytischen Gesellschaft (DPG) an der Ausbildung deutscher Psychoanalytiker beteiligt.
Benedetti war verheiratet und hatte vier Kinder.

## Werk
Benedetti widmete sich über 60 Jahre der Erforschung der Psychopathologie der Psychosen, insbesondere der Schizophrenie, und den Möglichkeiten ihrer psychotherapeutischen Behandlung. Die Ergebnisse dieser Arbeit legte er in über 500 Publikationen und über 20 Büchern vor, von denen einige in verschiedene Sprachen übersetzt wurden.
In seinem Werk betont er, dass neben dem quälenden und destruktiven Charakter der schizophrenen Symptomatik, dieser auch ein kreatives Potenzial innewohne, welches sich insbesondere in den schöpferischen Gestaltungen von Patienten zeige und in der psychotherapeutischen Beziehung erfahrbar werde. Die therapeutische Beziehungsgestaltung müsse darauf eine ebenso kreative Resonanz geben, damit sich zwischen Patient und Therapeut ein heilsamer Prozess entwickeln könne.
Konkret konnte Benedetti zeigen, dass der Erkrankte in einer primären symbiotischen Verfassung gefangen ist, die als lebensbedrohlich erlebt wird. Durch den vorherrschenden Abwehrmechanismus der Projektion bleibt der Patient zu sehr mit den Absichten und Empfindungen seiner Mitmenschen verbunden. Infolgedessen entstehen z. B. Fantasien, an den Grausamkeiten der Welt schuld zu sein. Diesem Leiden versucht der Betroffene mit Spaltung und einem autistischen Rückzug als Lösungsversuch zu begegnen. Er zieht sich – wenn auch zunächst unbemerkt – immer mehr in eine Fantasiewelt zurück, deren Konstruktion nicht im Austausch mit der Umgebung steht, sondern in extremer Abspaltung aufgebaut wird. So wird eine komplexe innere Welt konstruiert, die mit dem Ausbruch der Erkrankung als wahnhaftes System in Erscheinung tritt. Die psychische Ebene der Symbolisierung wird nicht erreicht, das heißt, es fehlt die Fähigkeit zwischen den Dingen selbst und den Namen der Dinge zu unterscheiden.
Von diesem Verständnis ausgehend ist nach Benedetti eine Psychotherapie der Schizophrenie möglich, stellt aber für den Therapeuten eine existentielle Herausforderung dar, die wesentlich über das hinausgeht, was Psychotherapie im Bereich der neurotischen Erkrankungen vom Therapeuten verlangt. Neben der Bedeutung des Zuhörens, des sinngemäßen Fragens und adäquaten Antwortens betont er die Notwendigkeit der Anpassung zwischen Patient und Therapeut als eine gegenseitige Aufgabe. Es bedarf einer jeweils neu an die Entwicklung des Patienten angepassten Ausgewogenheit von Nähe und Distanz, Wunscherfüllung und Versagung, Trost und Strenge, Autorität und Freiheit sowie eines spezifischen Umgangs mit Deutungen. Durch die genaue Beschreibung der in der Therapie auftauchenden Übertragungen und Gegenübertragungen widerlegte er die frühere Auffassung, dass schizophrene Patienten nicht zur Übertragung fähig seien. Dabei betonte Benedetti die besondere Bedeutung der Notwendigkeit des Durchstehens und Durcharbeitens von Phasen negativer Übertragung.
Er versteht die Psychotherapie des Schizophrenen als eine Arbeit, in der der Therapeut die negativen Selbstbilder des Patienten im Sinne Bions in sich aufnehmen und ihm in entgifteter Form zurückgeben muss. Es bedürfe der Entwicklung eines intermediären Raumes, eines neu zu findenden erträglicheren Verhältnisses von Nähe und Distanz und einer Entschärfung der Projektionen, um mithilfe der kreativen Kräfte des Patienten die Lebensqualität des Patienten zu verbessern.
Anknüpfend an das Squiggle-Spiel von Winnicott entwickelten er zusammen mit seinem Schüler und engen Mitarbeiter, dem Arzt und Kunsttherapeuten Maurizio Peciccia, die Technik des imaginativen Zeichnens als eine besondere Methode, bei der Patient und Therapeut eine bildnerische Kommunikation beginnen, bei der die spiegelnde Nachahmung durch den Therapeuten eine besondere Rolle spielt.

## Auszeichnungen und Ehrungen
- 1981: Jacob-Burckhardt-Preis der Basler Johann-Wolfgang-von-Goethe-Stiftung.
- 1985: Hans Prinzhorn Medaille der Deutschsprachige Gesellschaft für Kunst & Psychopathologie des Ausdrucks[11]
- Ehrenmitglied der Deutschen Psychoanalytischen Gesellschaft (DPG)
- Fellow der American Academy of Psychoanalysis and Dynamic Psychiatrie
- 1992: Nominierung zum Nobelpreis durch die Universität Basel
- 1999: Margrit Egnér Preis[12]
- 2011: Benennung des psychoanalytischen Ausbildungsinstituts in Perugia nach Gaetano Benedetti[13]
- 2016 verlieh die Deutsche Psychoanalytische Gesellschaft zum Gedenken erstmals den jährlich geplanten Gaetano Benedetti Gedächtnispreis[14]

## Schriften (Auswahl)
- Der psychisch Leidende und seine Welt: Eine medizinisch psychologische Vorlesung. Hippokrates, Stuttgart 1964 (= Schriftenreihe zur Theorie und Praxis der Psychotherapie, Band 4); als Taschenbuch: Kindler, München 1974, ISBN 3-463-18139-8 (= Kindler Taschenbuch, Band 2139, Geist und Psyche).
- Psyche und Biologie, Hippokrates, Stuttgart 1973, ISBN 3-7773-0335-6.
- mit Udo Rauchfleisch, Raymond Battegay u. a.: Die Schizophrenie in unserer Gesellschaft: Forschungen zur Schizophrenielehre 1966 - 1972. Thieme, Stuttgart 1975, ISBN 3-13-531801-X.
- Ausgewählte Aufsätze zur Schizophrenielehre. Verlag für medizinische Psychologie im Verlag Vandenhoeck & Ruprecht, Göttingen 1975, ISBN 3-525-45636-0.
- Der Geisteskranke als Mitmensch. Vandenhoeck & Ruprecht, Göttingen 1976, ISBN 3-525-33406-0.
- Todeslandschaften der Seele. Verlag für medizinische Psychologie im Verlag Vandenhoeck & Ruprecht, Göttingen 1983, ISBN 3-525-45666-2.
- Psychotherapie als existentielle Herausforderung. Vandenhoeck & Ruprecht, Göttingen 1992, ISBN 3-525-45742-1.
- Klinische Psychotherapie. Einführung in die Psychotherapie der Psychosen. Huber-Verlag, Bern 1996, ISBN  978-3-456-80789-8
- mit Rut Bischler und Gottfried Waser: Trauma und Kunst. Sexueller Missbrauch und Depression – Trauma and Art. Sexual Abuse and Depression.  S. Karger, Basel 2004, ISBN 3-8055-7556-4.
- Symbol, Traum, Psychose. Vandenhoeck & Ruprecht, Göttingen 2006, ISBN 3-525-49086-0.